# Хлудов, Николай Гаврилович
Никола́й Гаври́лович Хлу́дов (25 ноября 1850, Брянск, Орловская губерния, Российская империя — 23 июня 1935, Алма-Ата, Казахская АССР, СССР) — русский художник, живописец и график, ориенталист, этнограф, бытописец Илийского края и Семиреченской области Российской империи, пейзажист, портретист, иконописец, основатель первой художественной школы в Казахстане.

## Биография
Родился 25 ноября 1850 года в городе Брянске Орловской губернии Российской империи в русской семье. Его отец — Гавриил Васильевич Хлудов был чертёжником и фейерверкером Брянского арсенала, автор графической панорамы Брянска, выполненной при помощи камеры-обскуры с левобережья реки Десны (1857).
В 1872—1874 годах учился в Одесской рисовальной школе. В 1875—1877 годах продолжил образование в художественной мастерской Нила Гоголинского в Санкт-Петербурге.
В 1877 году переехал в русский город Верный Семиреченской области Туркестанского генерал-губернаторства Российской империи. Работал чертёжником, а позже межевиком Семиреченского областного правления. Участвовал в качестве топографа и художника в экспедициях геолога И. В. Игнатьева и ботаника А. Н. Краснова по исследованию горной группы Хан-Тенгри (1886) и профессора И. В. Мушкетова по изучению Верненского землетрясения (1887). Являлся членом Туркестанского кружка любителей археологии, учредителем Семиреченского отдела Русского географического общества.

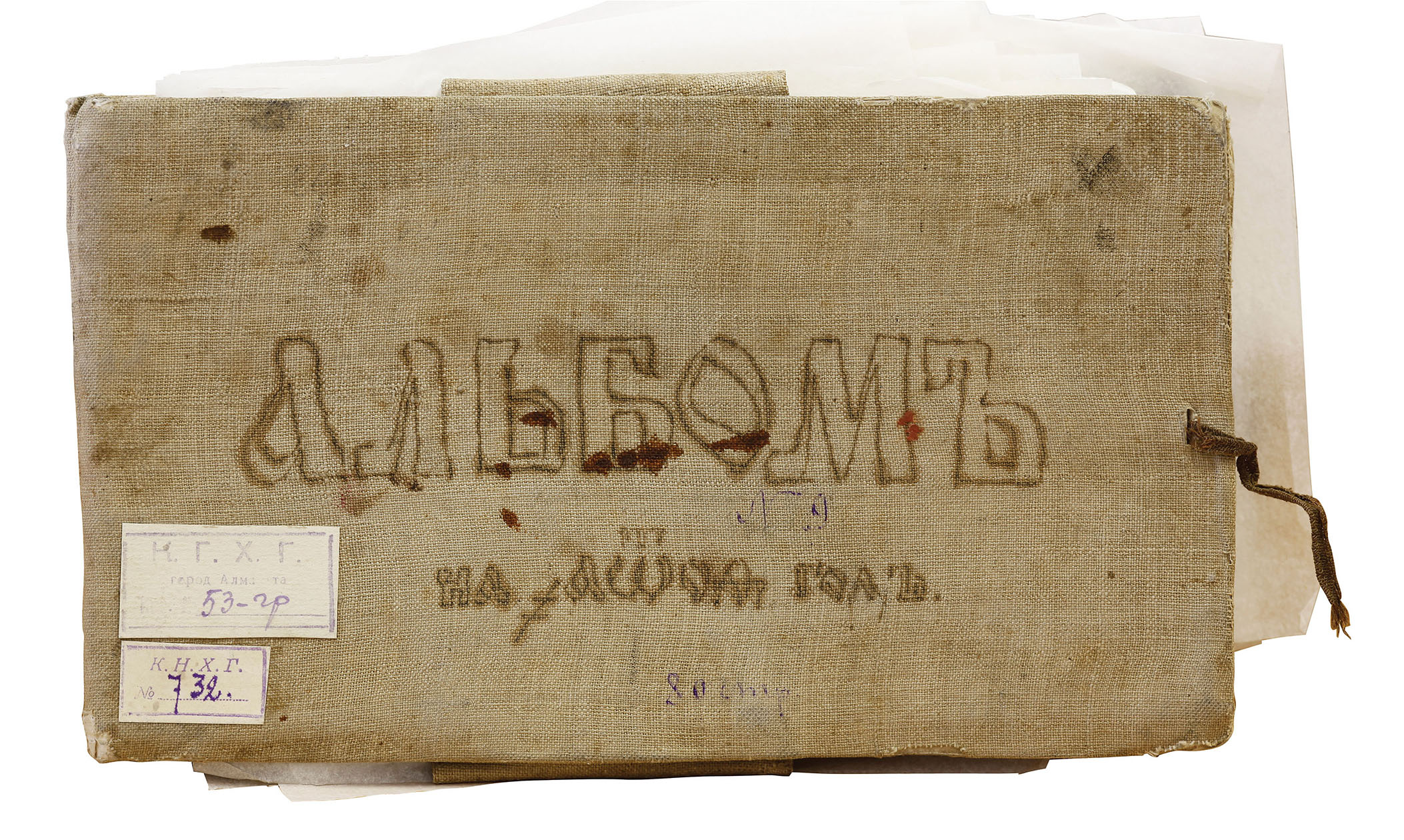
Путевой альбом Николая Гавриловича Хлудова. Из фондов Государственного музея искусств Республики Казахстан имени Абылхана Кастеева, инв. № 53-гр.
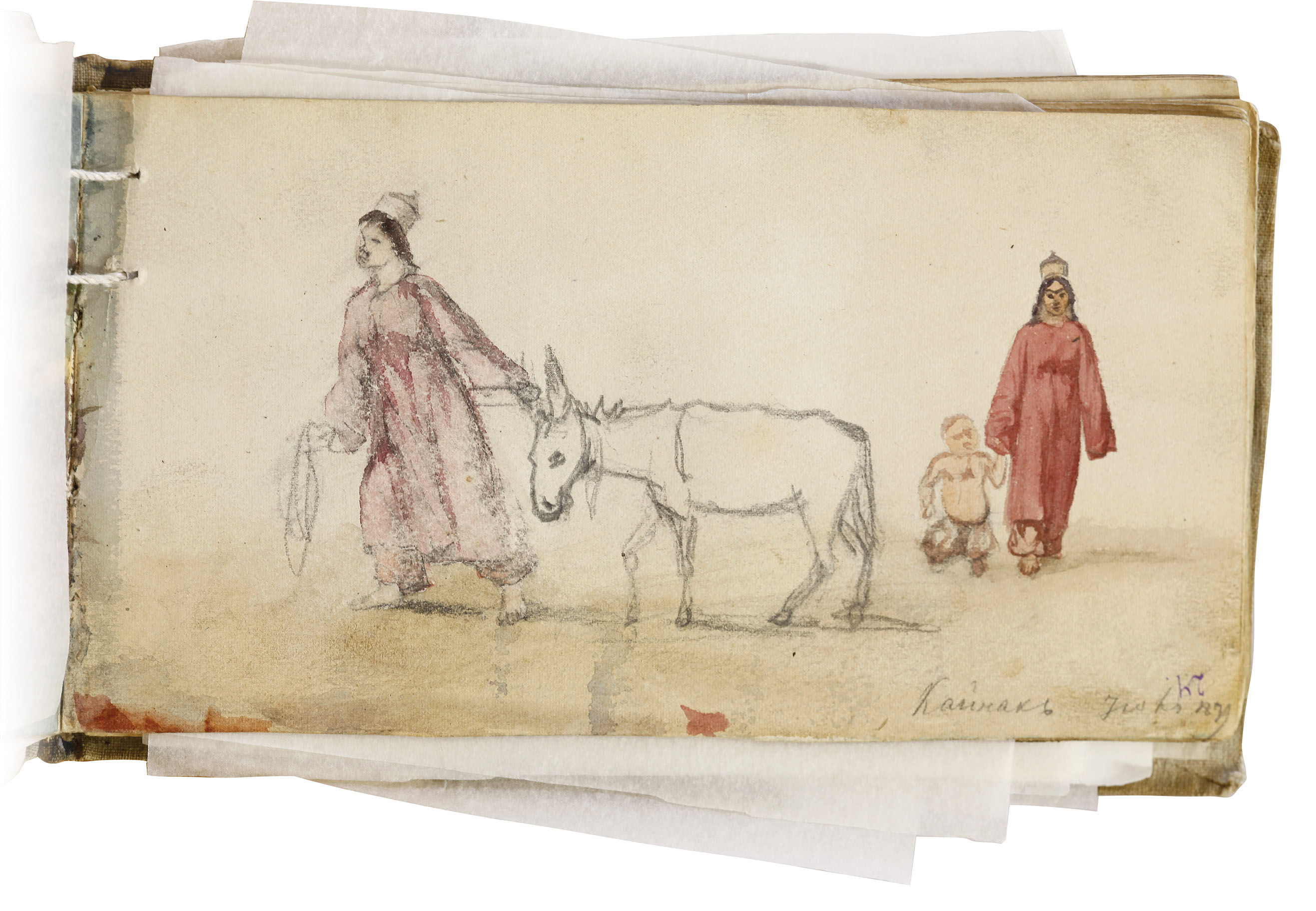
«Зарисовка из Кайнака во время экспедиции в Кульджу 1879 года» из путевого альбома Н. Г. Хлудова. Государственный музей искусств Республики Казахстан имени Абылхана Кастеева.
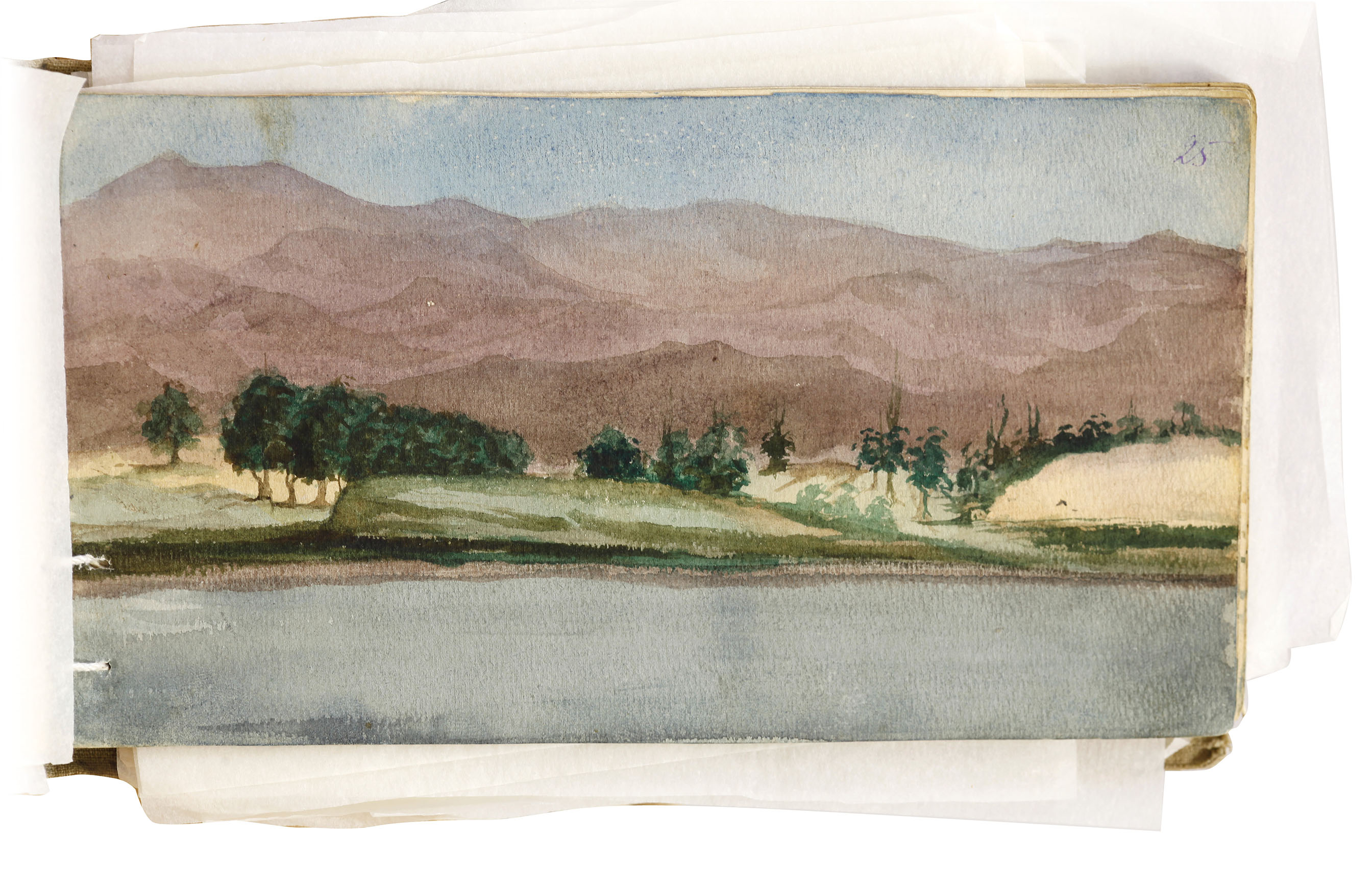
«Река Или в районе Кайнака», 1880 г., из путевого альбома Н. Г. Хлудова. Государственный музей искусств Республики Казахстан имени Абылхана Кастеева.
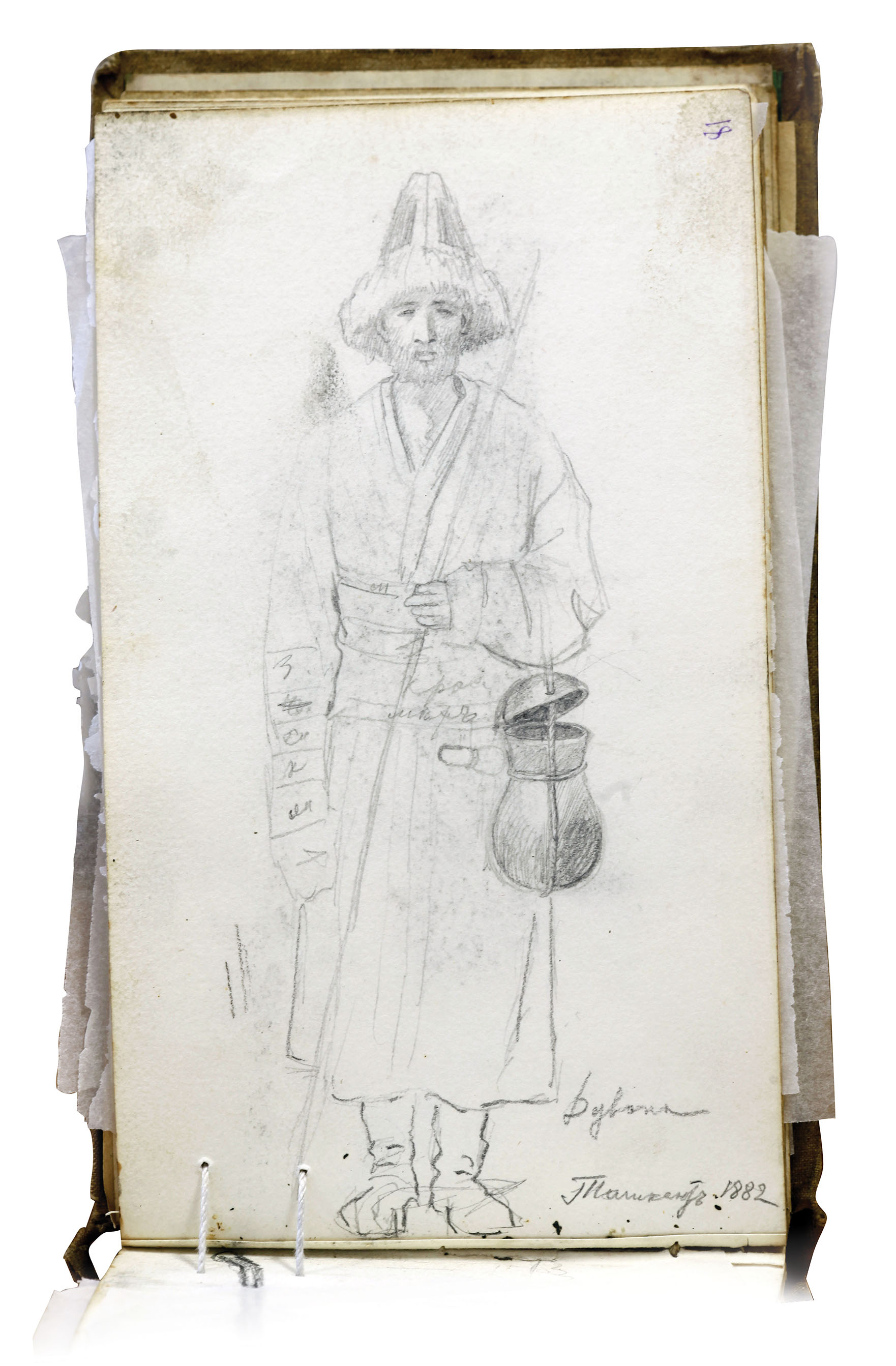
«Казахский дуана (дервиш) в Ташкенте», 1882 г., из путевого альбома Н. Г. Хлудова. Государственный музей искусств Республики Казахстан имени Абылхана Кастеева.

В 1889—1901 годах работал заведывающим Пржевальским местным лазаретом в городе Пржевальске.
С 1901 года возвращается на службу межевиком Семиреченского областного правления.
В 1904—1907 годах расписывал первый иконостас верненского Вознесенского Кафедрального собора, построенного по проекту архитектора Андрея Павловича Зенкова.
В 1906 году избран членом Семиреченского статистического комитета (будущего музея) как художник-любитель.
С 1908 года становится главным художником-оформителем в театральных постановках города Верного.
В 1910—1917 годах — учитель рисования и черчения в Верненском высшем начальном училище, учительской семинарии и женской гимназии.
В 1910 ушел в отставку с должности межевщика межевого отделения Семиреченского Областного Правления.
Около 1913 г. написал портрет цесаревича Алексея Николаевича в форме хорунжего лейб-гвардии Уральской казачьей Его Величества сотни, к которой цесаревич был приписан со дня своего рождения. В 1918—1919 годах преподавал рисование и черчение в Верненском сельскохозяйственном техникуме. Попутно выезжал в степь и делал множество рисунков.

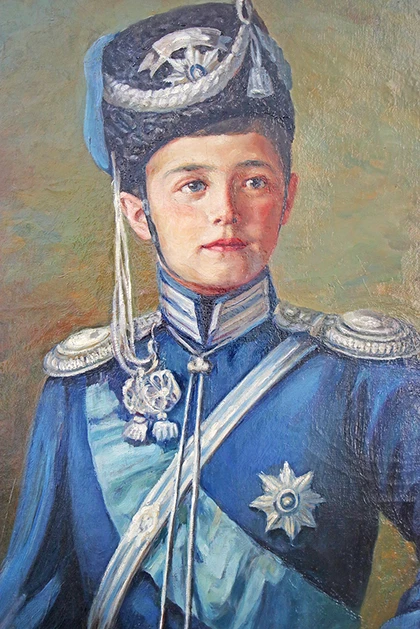
«Портрет цесаревича Алексея Николаевича», около 1913 г. Государственный музей искусств Республики Казахстан имени Абылхана Кастеева.
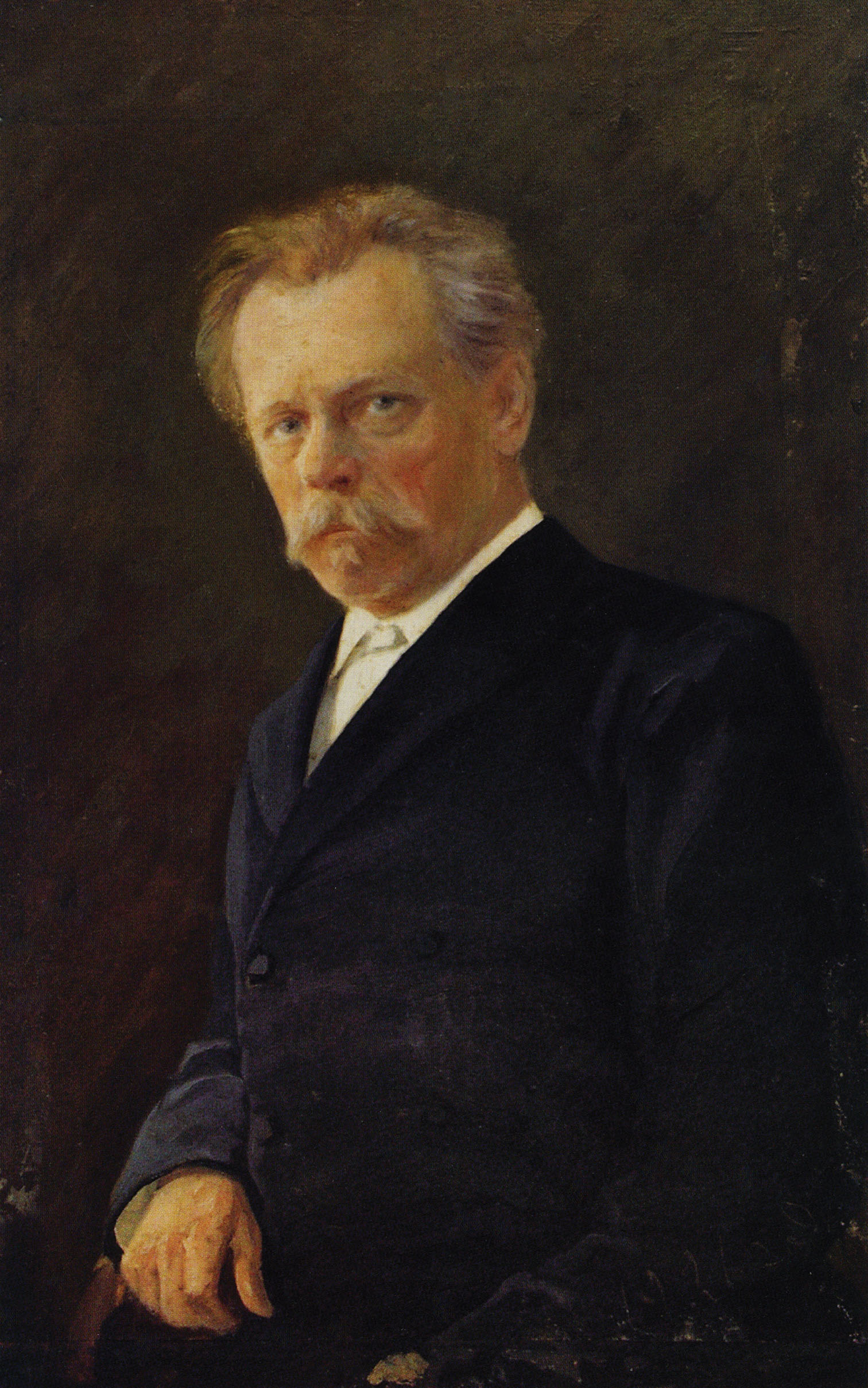
«Автопортрет», 1921 г. Центральный Государственный музей Республики Казахстан.

С 1921 года возглавил студию, где занимался с начинающими художниками. В советское время сыграл важнейшую роль в профессиональной подготовке первых казахских и киргизских художников. Учениками Николая Гавриловича Хлудова в разное время были Абылхан Кастеев (1904—1973), ставший первым профессиональным казахским художником, русские художники Алексей Ильич Бортников (1909—1980), Георгий Александрович Брылов (1893—1945), Анна Михайловна Мартова (1902—1957), Николай Васильевич Соловьев (1905—1969) и основоположник современного изобразительного искусства Кыргызстана, русский художник из Пишпека — Семён Афанасьевич Чуйков (1902—1980).
Организовал I художественную выставку Советского Семиречья (1925), персональные выставки (1921—1930-е гг.), принял участие в московских выставках «Искусство народов СССР» (1927), «Искусство Казахской АССР» (1934, Музей народов Востока).
Умер 23 июня 1935 года в возрасте 84 лет в Алма-Ате.

## Произведения
Николай Хлудов — автор множества ориенталистских этнографических антропологических культурологических картин на сюжеты из жизни казахского и киргизского, а также узбекского и уйгурского народов конца XIX — первой трети XX века, пейзажей, портретов, произведений в жанре ню. Картины русского художника с изображением обнаженных казахских женщин неоднократно становились центром скандалов, признавались аморальными и собирали агрессивные оскорбительные отзывы и требования запрета их экспонирования со стороны казахских националистов и исламистов.
Большинство произведений Николая Хлудова находится в Казахстане, в том числе 117 живописных полотен, 39 карандашных зарисовок, 55 акварелей и 3 альбома с этюдами и зарисовками хранятся в Центральном государственном музее Республике Казахстан, где в 2010 году открылся «Зал Н. Г. Хлудова», а также в Государственном музее искусств Республики Казахстан имени Абылхана Кастеева. Произведения Николая Хлудова также хранятся в музеях Москвы, Санкт-Петербурга и Бишкека.

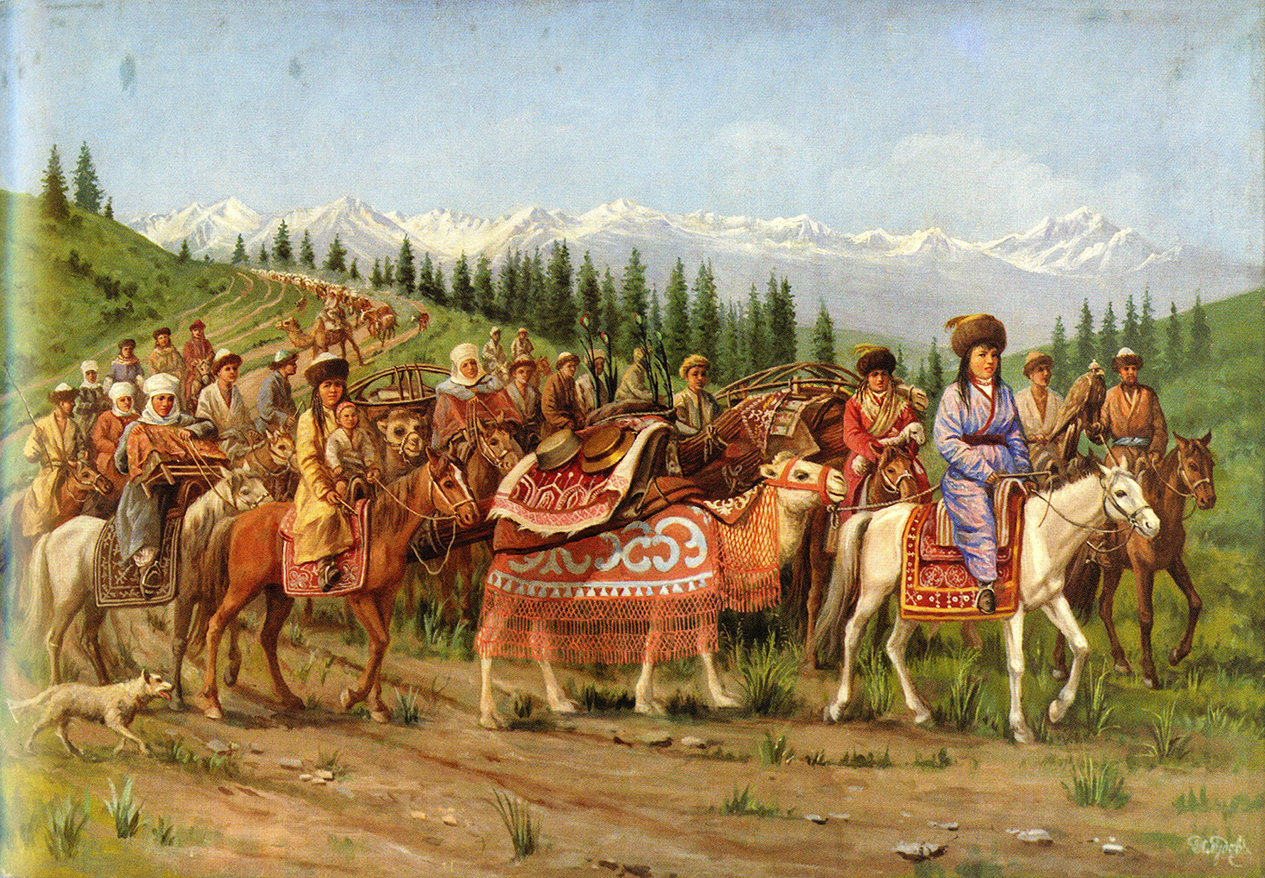
«Богатое кочевье». Российская империя, Степное генерал-губернаторство, Семиреченская область, середина 1880-х гг. Центральный Государственный музей Республики Казахстан.
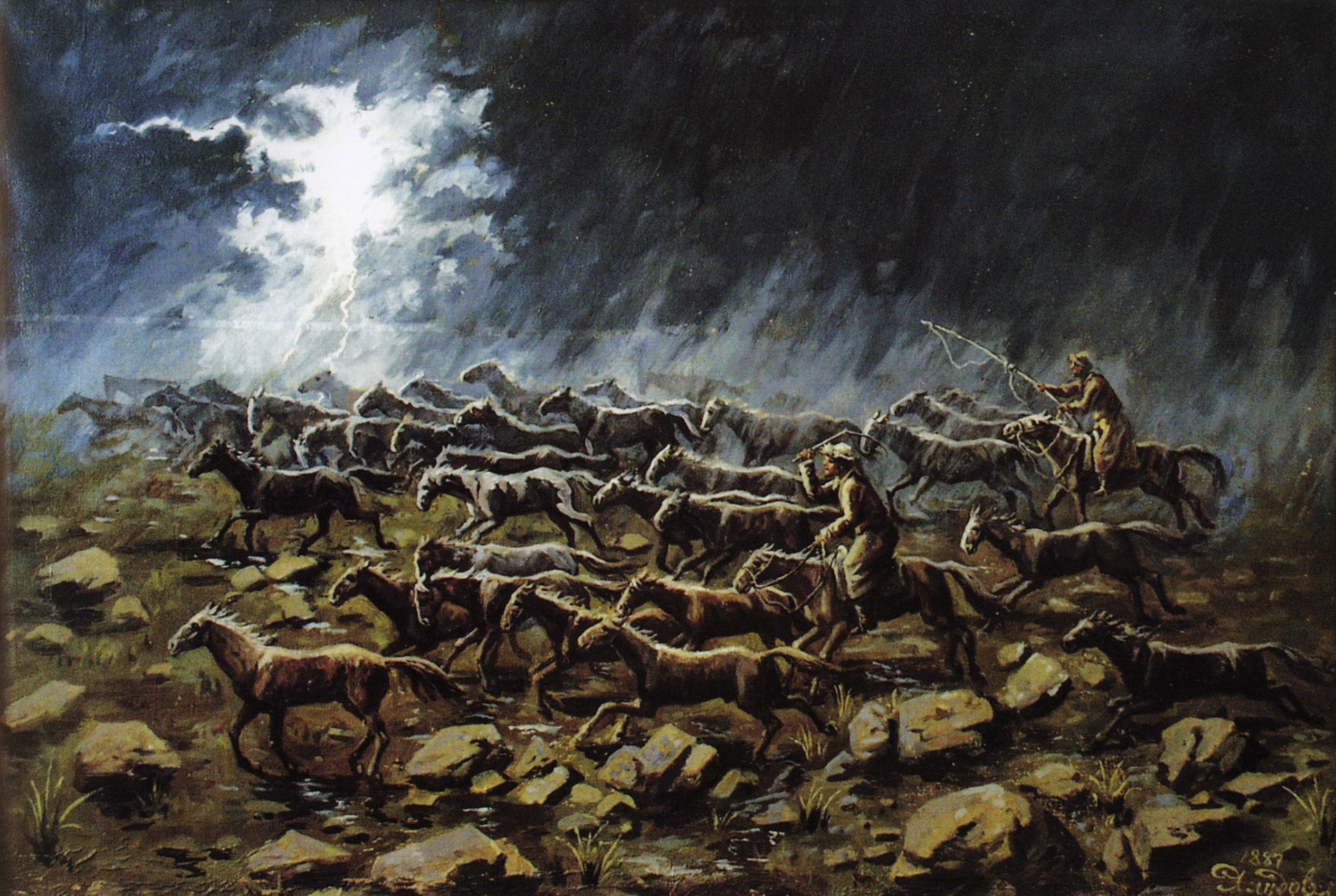
«Барымта ночью». Российская империя, Степное генерал-губернаторство, Семиреченская область, 1887 г. Центральный Государственный музей Республики Казахстан.
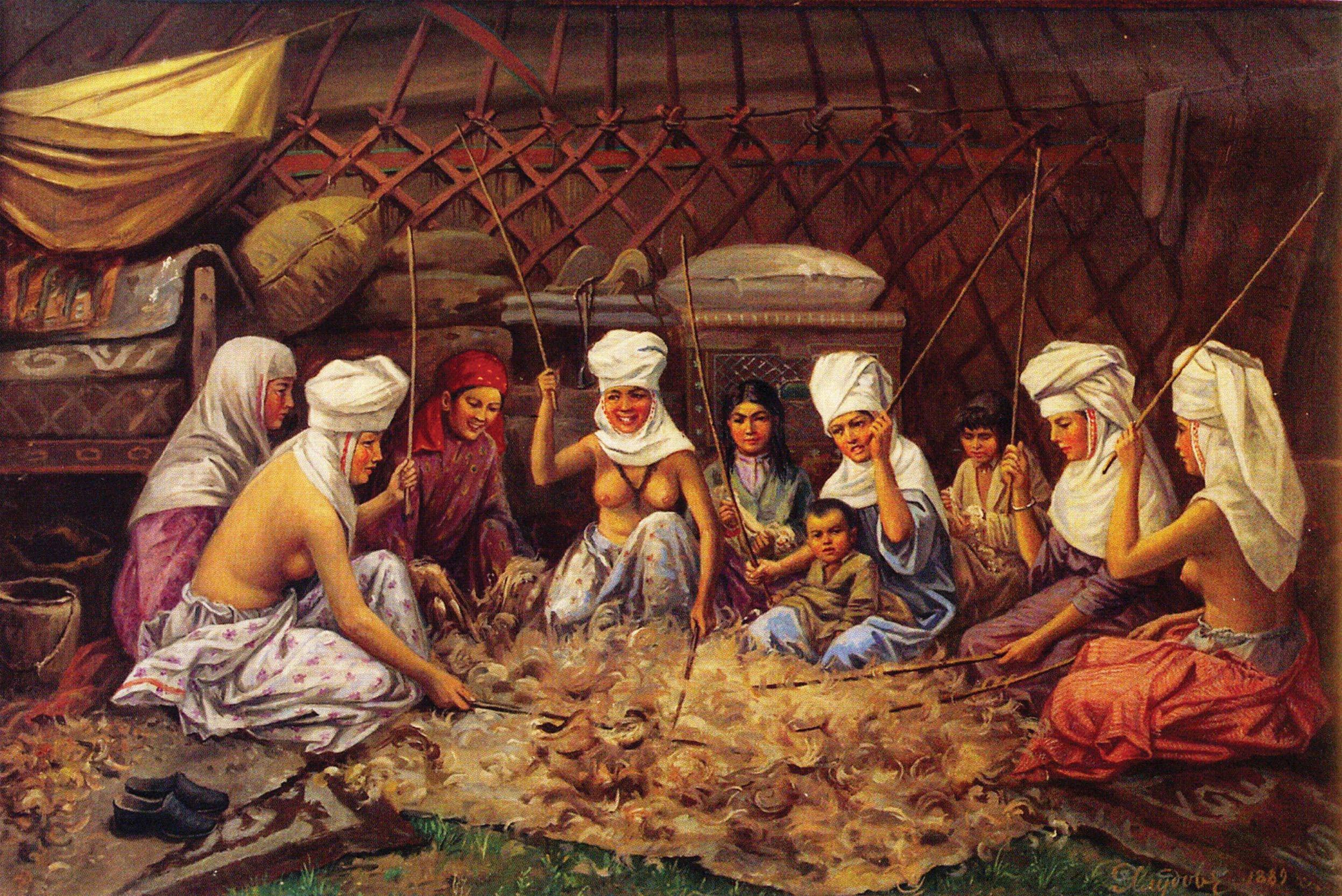
«Битьё шерсти». Российская империя, Степное генерал-губернаторство, Семиреченская область, Верненский уезд, аул на реке Чилик, 1889 г. Центральный Государственный музей Республики Казахстан.
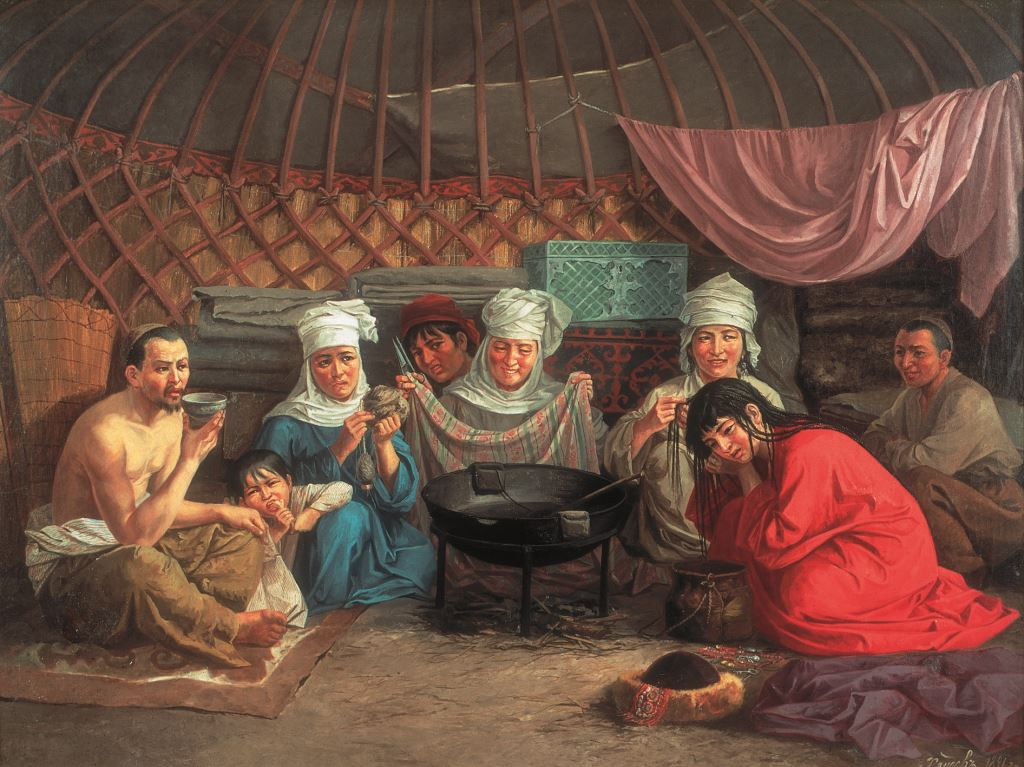
«В юрте». Российская империя, Степное генерал-губернаторство, Семиреченская область, 1891 г. Государственный музей искусств Республики Казахстан имени Абылхана Кастеева.
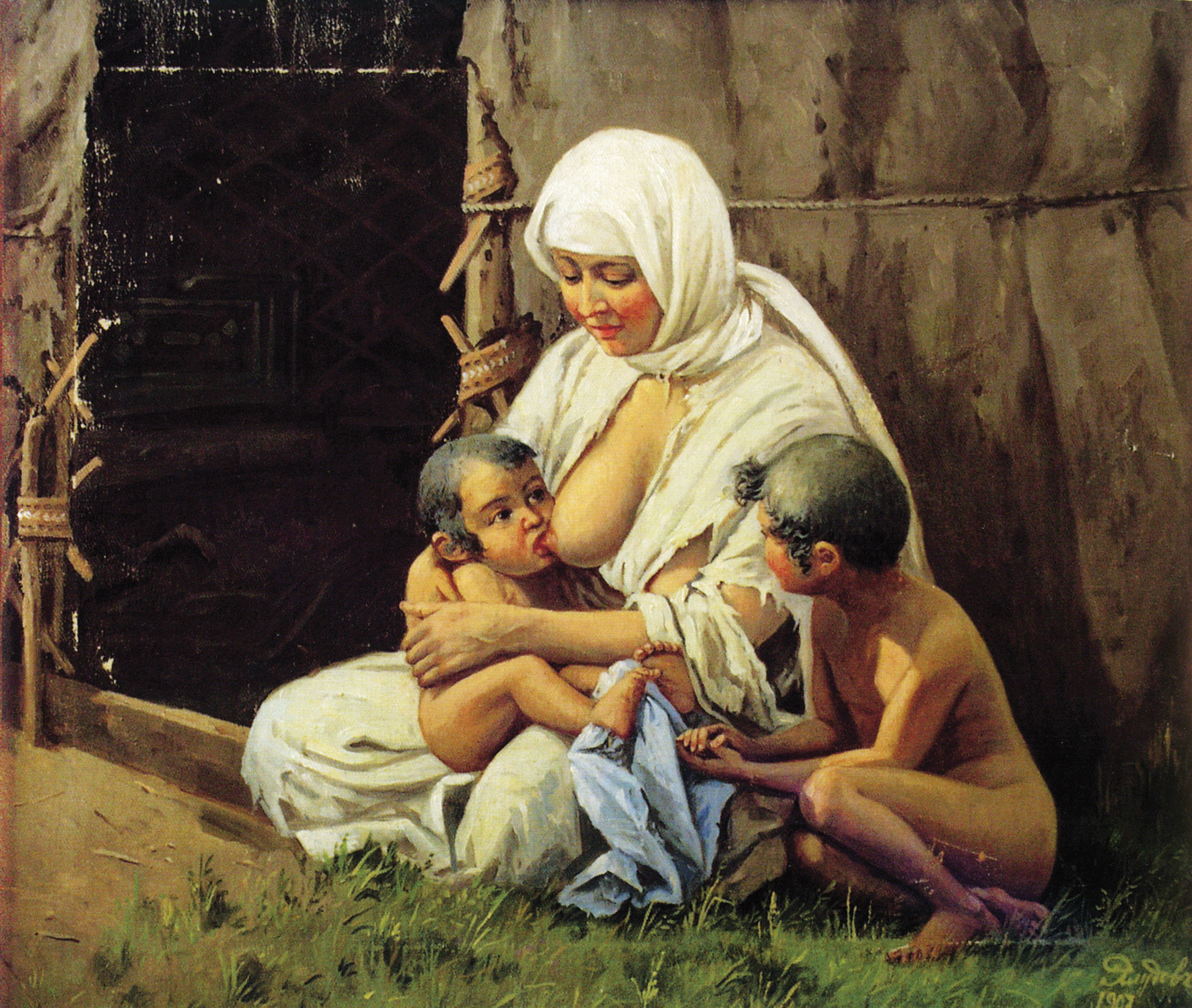
«Мать, кормящая ребёнка» Российская империя, Туркестанское генерал-губернаторство, Семиреченская область, 1907 г. Центральный Государственный музей Республики Казахстан.
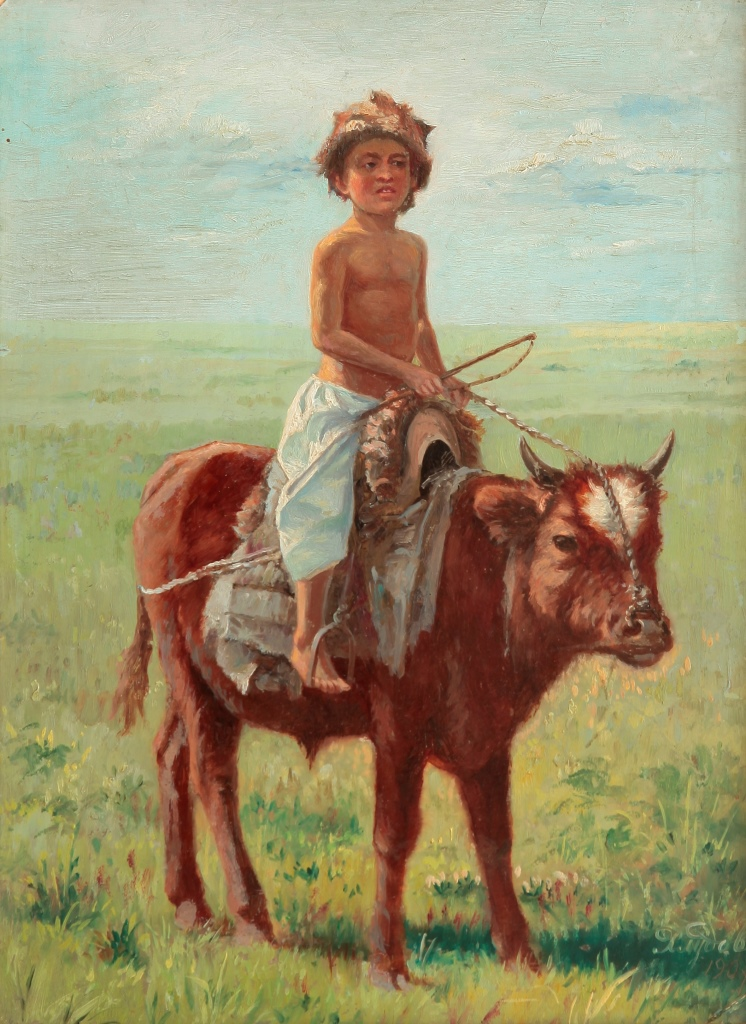
«Мальчик на быке». Российская империя, Туркестанское генерал-губернаторство, Семиреченская область, 1907 г. Государственный музей искусств Республики Казахстан имени Абылхана Кастеева.
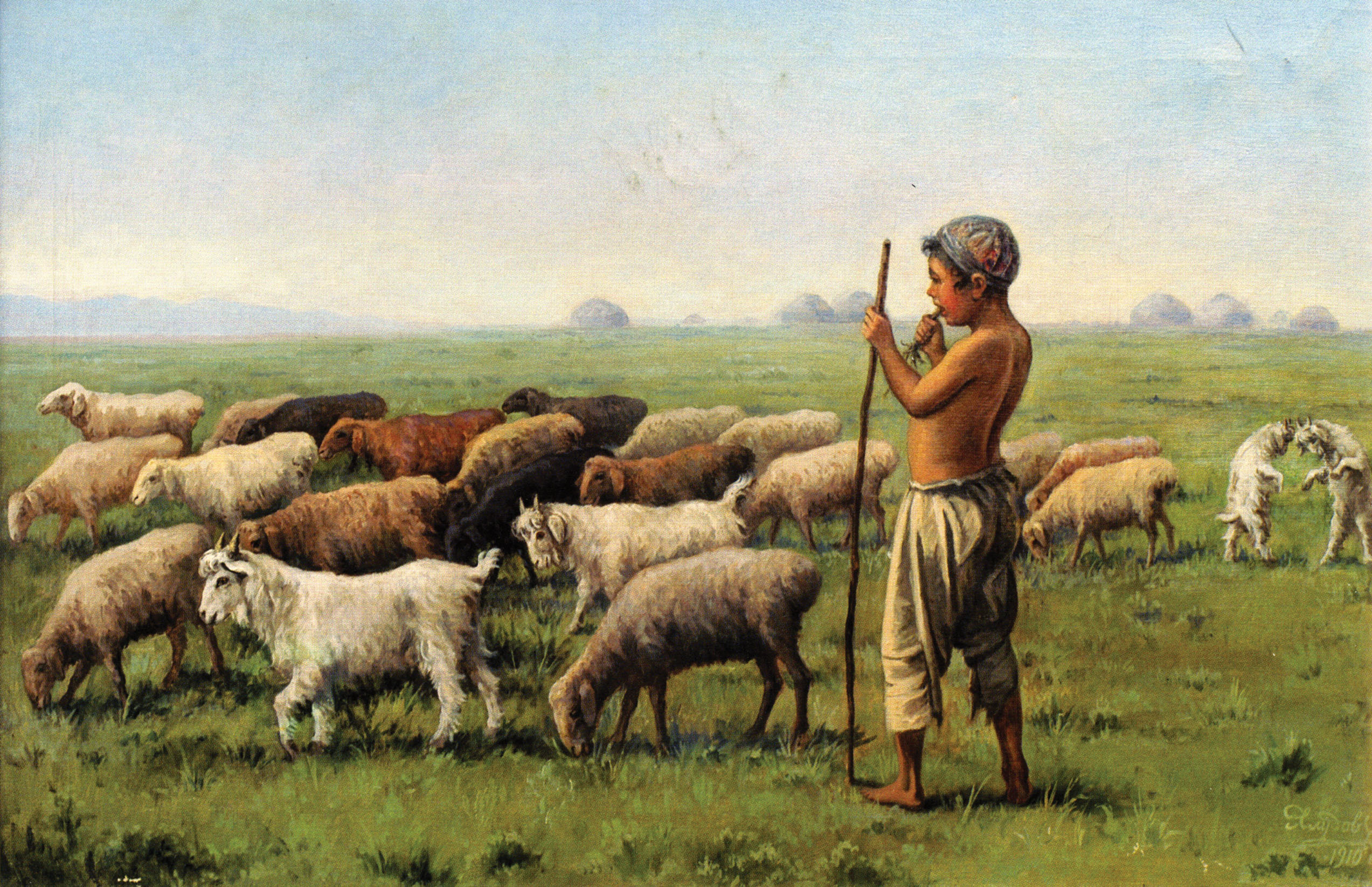
«Пастушок в степи». Российская империя, Туркестанское генерал-губернаторство, Семиреченская область, 1910 г. Центральный Государственный музей Республики Казахстан.
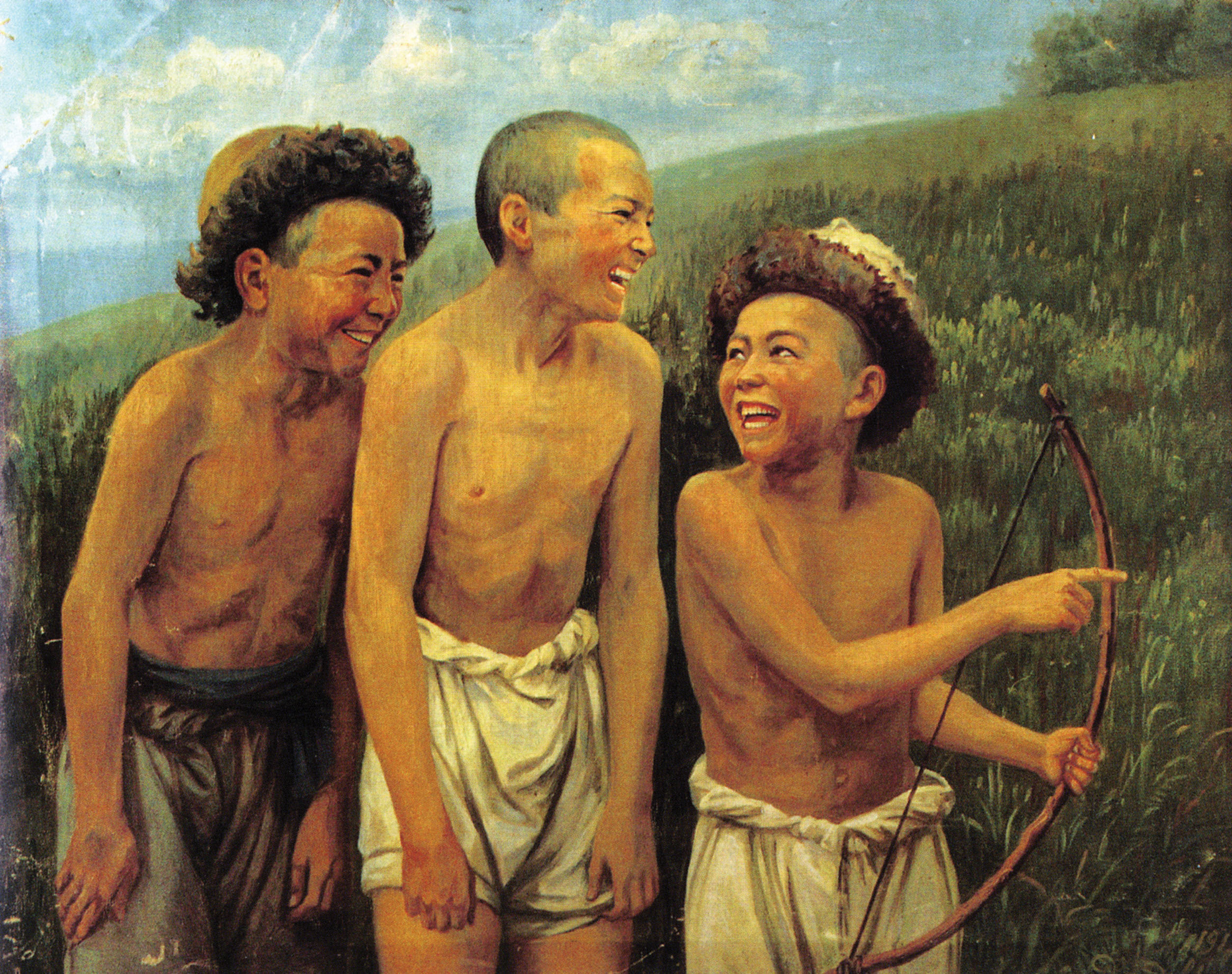
«Молодые охотники». Российская империя, Туркестанское генерал-губернаторство, Семиреченская область, Верненский уезд, Чемолганская волость, 1913 г. Центральный Государственный музей Республики Казахстан.
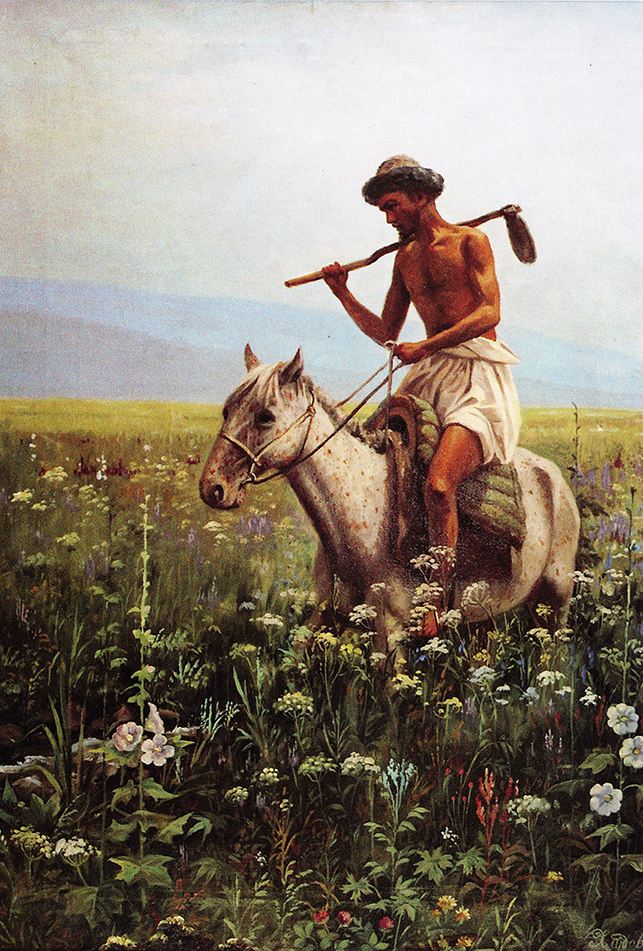
«Поливальщик пашни». Российская империя, Туркестанское генерал-губернаторство, Семиреченская область, Пишпекский уезд, село Бурундай, 1913 г. Центральный Государственный музей Республики Казахстан.
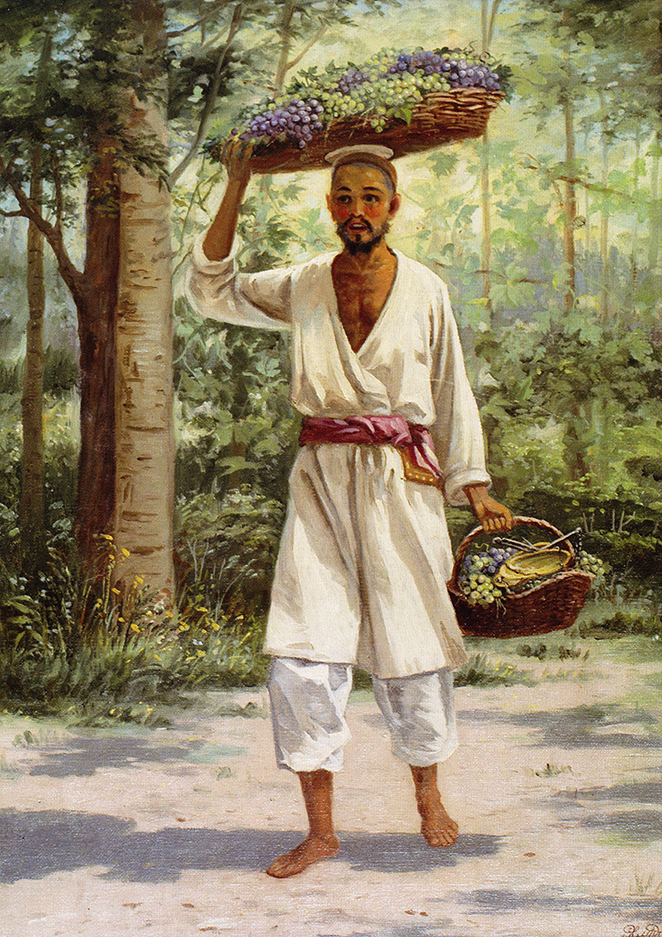
«Узбек, продавец винограда». Российская империя, Туркестанское генерал-губернаторство, Семиреченская область, 1916 г. Центральный Государственный музей Республики Казахстан.
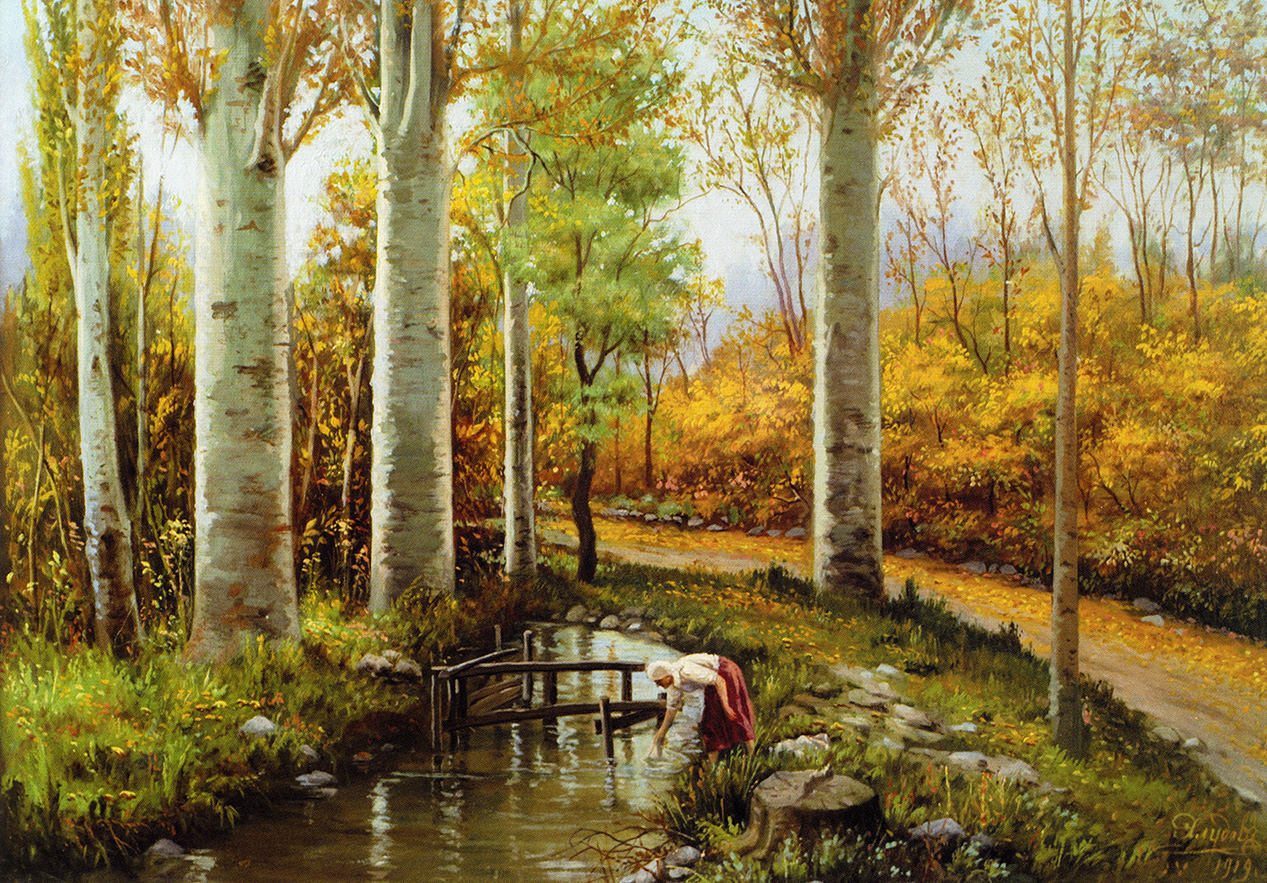
«Осень в парке» / «Пейзаж с тополями». СССР, Туркестанская АССР, Семиреченская область, Верненский уезд, город Верный, 1919 г. Центральный Государственный музей Республики Казахстан.
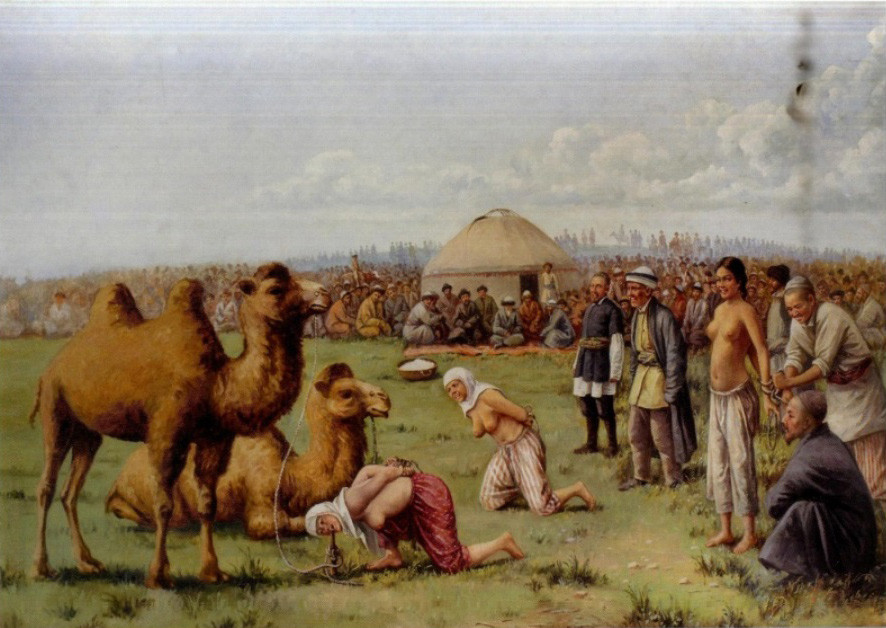
«Состязание за призы» / «Туйе шешу — развязывание верблюда». СССР, Туркестанская АССР, Семиреченская область, 1920 г. Центральный Государственный музей Республики Казахстан.

## Награды
- Орден Святого Станислава III степени (1906)
- Орден Св. Анны III степени (1909)

## Семья
Жена — Софья Андреевна Фролова, дочь Верненского мещанина.
Дочери — Клеопатра и Апполинария.

## Память
- Именем Николая Гавриловича Хлудова названа улица в районе Чубары города Астана.
- В книге «Хранитель древностей» Юрия Домбровского Николаю Гавриловичу Хлудову и его творчеству посвящена целиком четвёртая глава. Цитата:

Я люблю Хлудова за свежесть, за радость, за полноту жизни, за красоту событий, которые он увидел и перенес на холст.— Домбровский Ю. О. Хранитель древностей. — М.: Советская Россия, 1966. — 256 с. — 100 000 экз.
- В 2013 году «Казпочта» в серии «Европа» выпустила почтовый блок из 10 одинаковых марок с картиной Николая Хлудова «Гонец» (1916). На конкурсе Ассоциации европейских почтовых операторов марка заняла призовое третье место среди 48 участников[13].

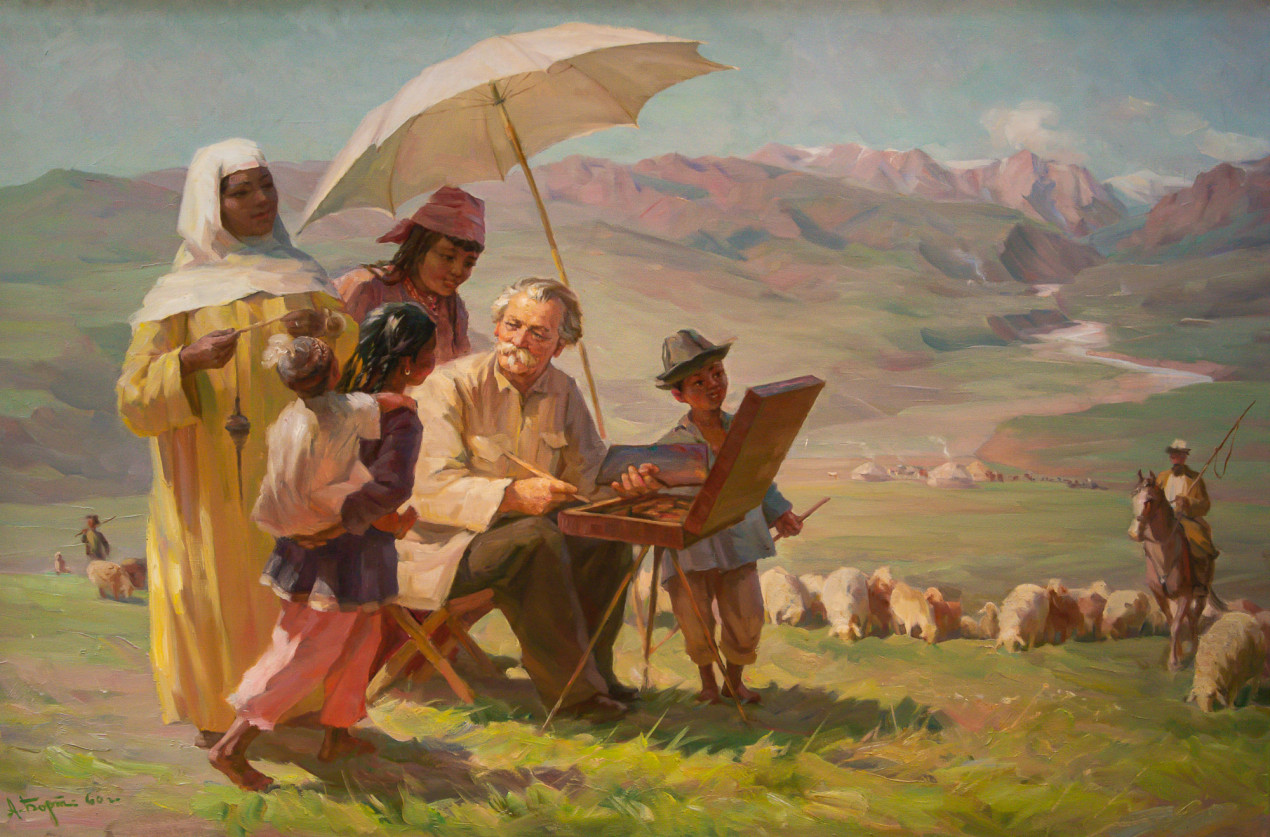
Алексей Бортников. «Николай Гаврилович Хлудов на жайлау». СССР, КазССР, Алма-Ата, 1960 г. Государственный музей искусств Республики Казахстан имени Абылхана Кастеева.
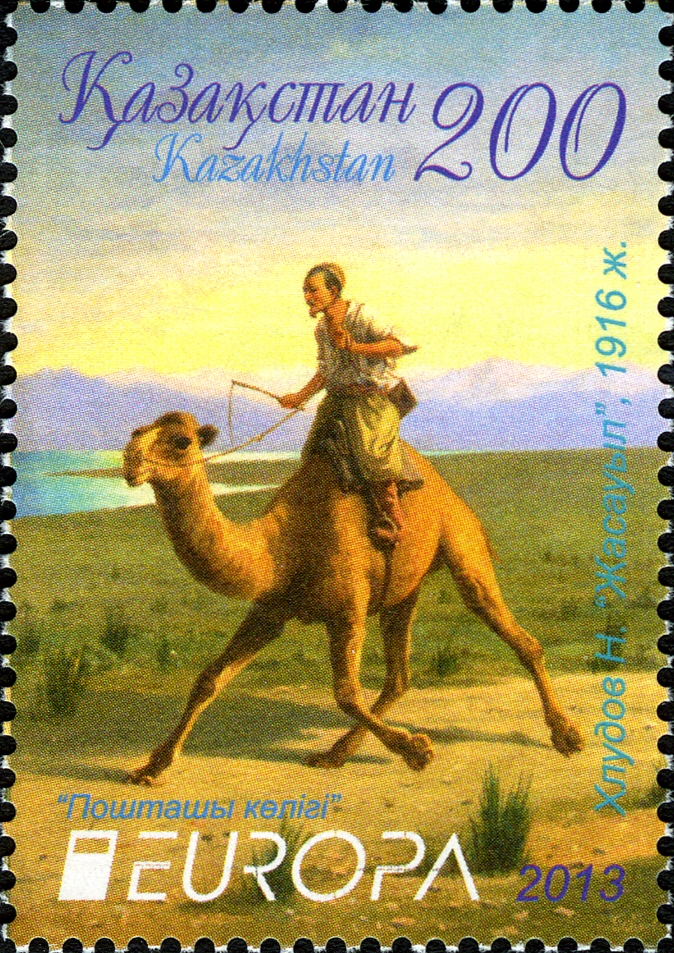
Репродукция картины Николая Хлудова «Гонец» (1916) на памятной почтовой марке Республики Казахстан, 2013 г.

## Прочее
- По данным на 2007 год, из всех русских художников работавших в Центральной Азии чаще всего подделывают работы Николая Хлудова и Сергея Калмыкова.[14]